# Phellinus luteus
Phellinus luteus är en svampart som beskrevs av Ryvarden 2004. Phellinus luteus ingår i släktet Phellinus och familjen Hymenochaetaceae.   Inga underarter finns listade i Catalogue of Life.